# Aldgate (wijk)
Ward of Aldgate is een wijk in de regio Groot-Londen.
Aldgate was de meest oostelijke ingang (stadspoort) door de Londense omwalling op de weg van City of London naar Whitechapel en East End. Aldgate is ook de naam van een straat.

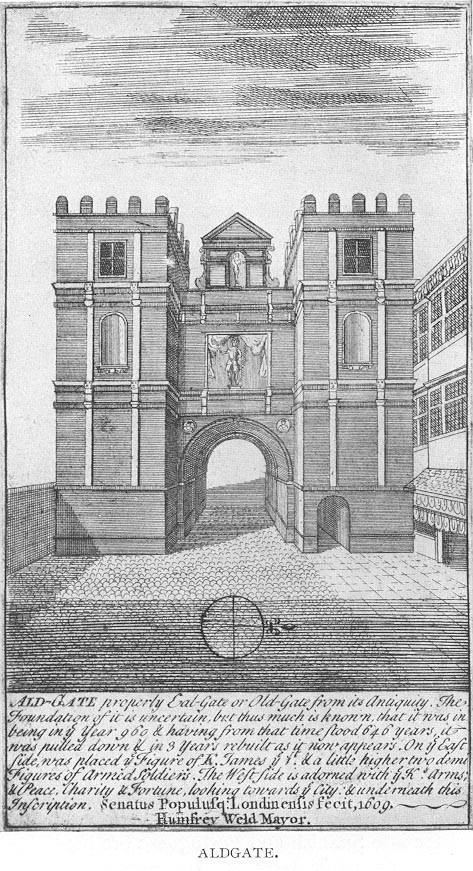
Tekening van de oude poort (old gate)
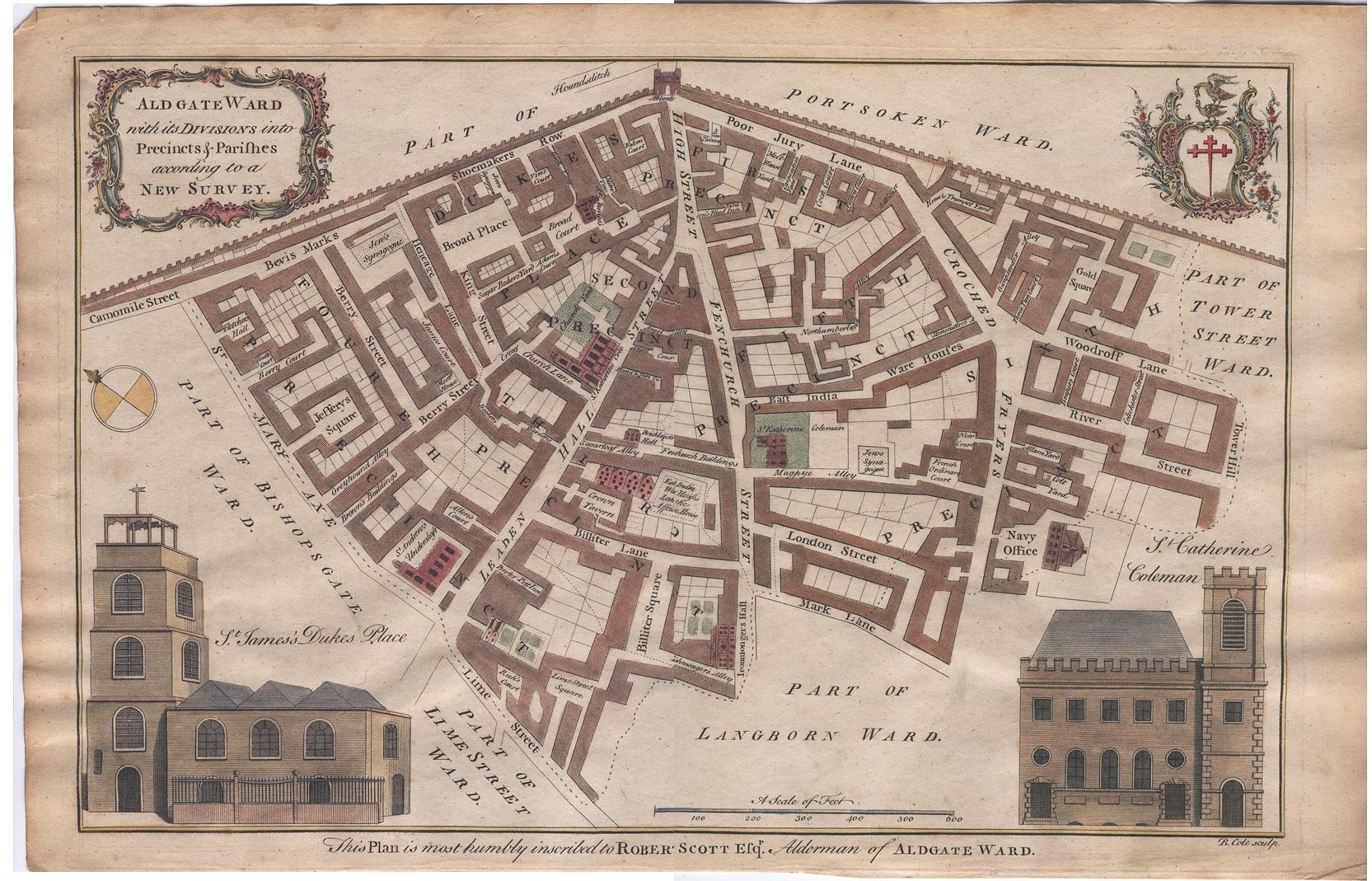
Kaart uit 1755 van Aldgate
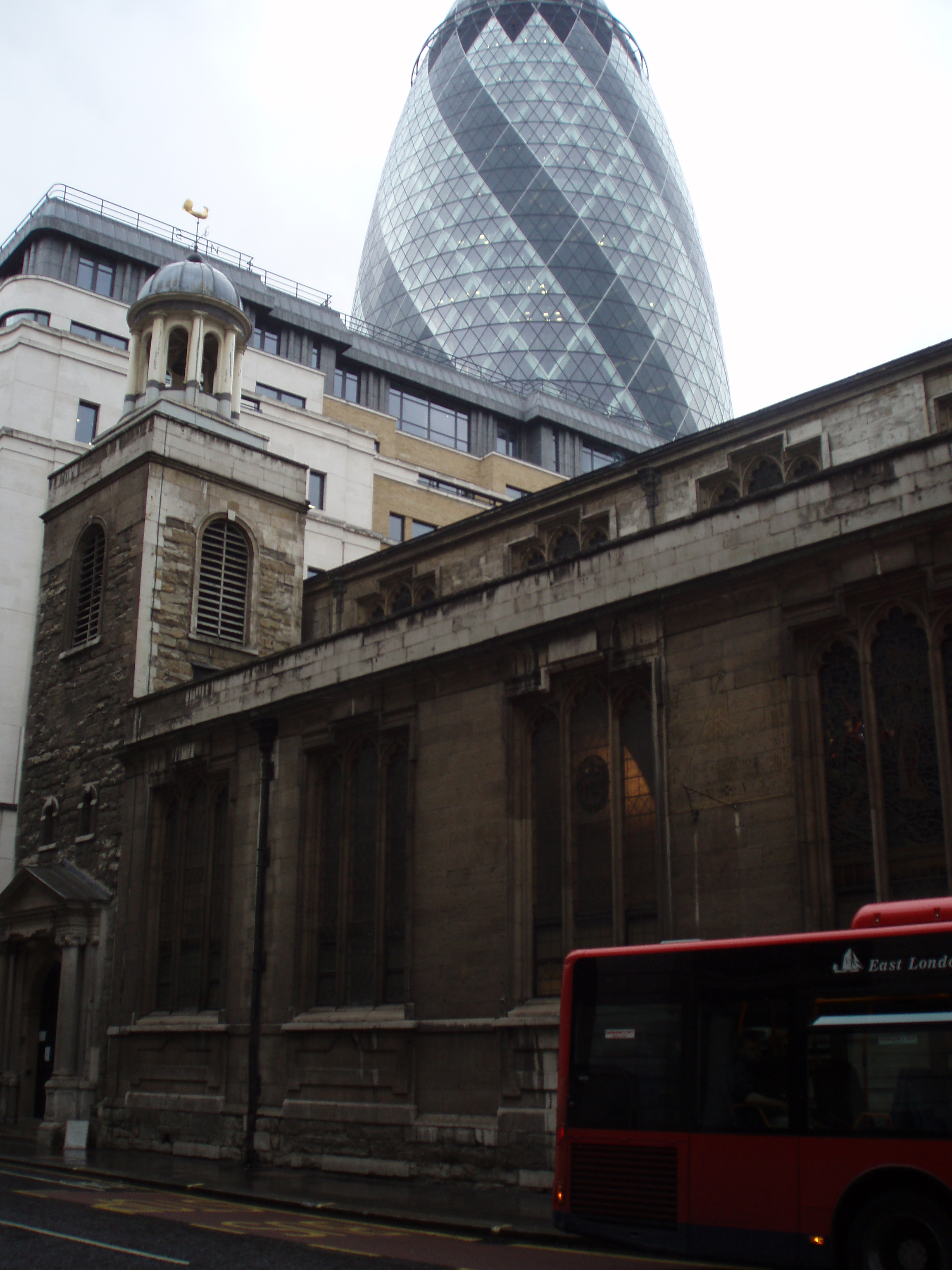
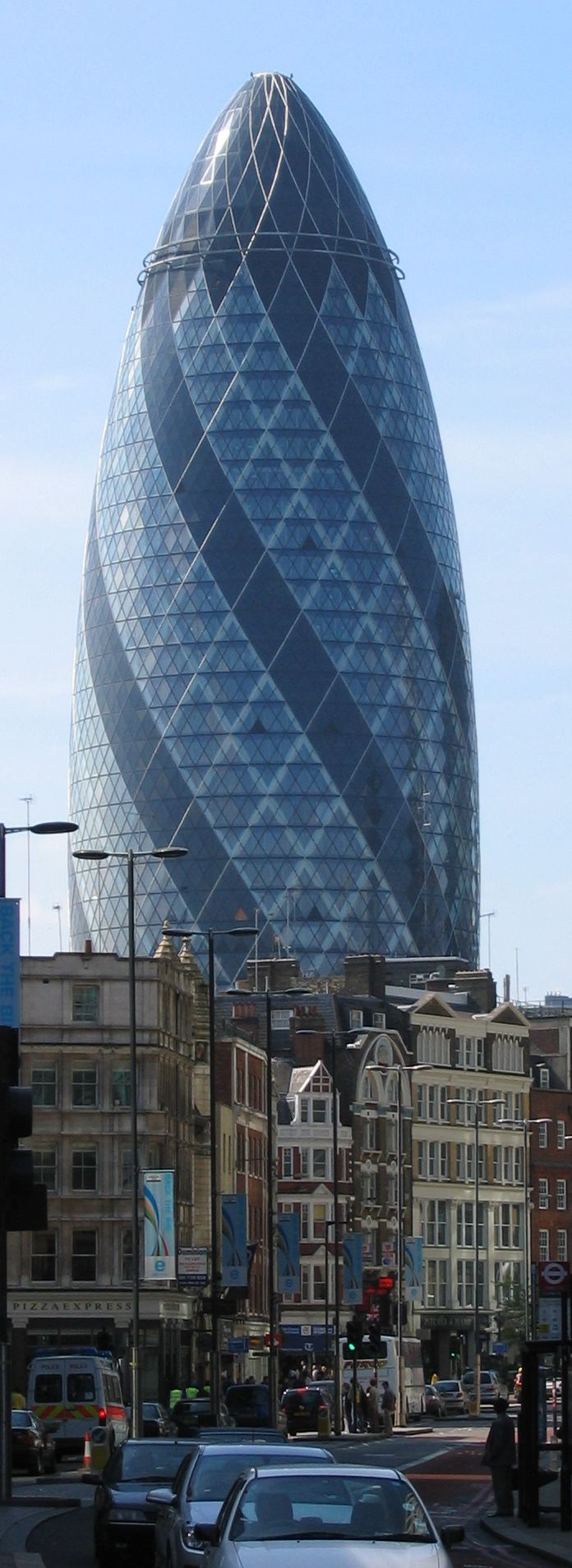